# シェイラ (曲)
「シェイラ」（英: Sheila）は、1960年に発表されたポップスのヒット曲。「可愛いシェイラ」という邦題もある。

## 概説
1960年に当時無名だったトミー・ロウが「Jud」というマイナー・レーベルでレコーディングをし、当時録音を手掛けていたフェルトン・ジャーヴィスが大手であるABCパラマウント・レコードへ持っていったのをきっかけに、ロウはパラマウントと契約した。1962年に再レコーディングされたものが全米で大ヒットした。その後、フランスのシェイラが仏語でカバーして日本でも大ヒットしている。
この曲はバディ・ホリーの「ペギー・スー」との類似が指摘されている。

## カバーした歌手
- シェイラ
- ジョージ・ハリスン （ただし、初期のビートルズ時代のラジオ収録のみ）
- ステイタス・クォー
- レイフ・ギャレット
- グレッグ・キーン・バンド
- 寺内タケシ
- 大瀧詠一
- ロゼッタストーン

## チャート動向
| 年   | 曲名/ バージョン            | UK | AUS | CAN | U.S. | GER | RIAAの扱い |
| ---- | --------------------------- | -- | --- | --- | ---- | --- | ---------- |
| 1962 | "シェイラ" (トミー・ロウ版) | 3  | 1   | 1   | 1    | 9   | Gold       |